# Calvin (Dakota du Nord)
Pour les articles homonymes, voir Calvin.
La ville de Calvin est située dans le comté de Cavalier, dans l’État du Dakota du Nord, aux États-Unis. Sa population s’élevait à 20 habitants lors du recensement de 2010, estimée à 19 habitants en 2016.

## Démographie
| 1920 | 1950 | 1960 | 1970 | 1980 | 1990 |
| ---- | ---- | ---- | ---- | ---- | ---- |
| 350  | 152  | 104  | 78   | 61   | 27   |

| 2000 | 2010 | - | - | - | - |
| ---- | ---- | - | - | - | - |
| 26   | 20   | - | - | - | - |

## Histoire
Calvin a été fondée en 1905.

## Source
- (en) Cet article est partiellement ou en totalité issu de l’article de Wikipédia en anglais intitulé « Calvin, North Dakota » (voir la liste des auteurs).